# Jesus, du som dig utgivit
Jesus, du som dig utgivit är en sång med text från 1910 av den okände sångförfattaren Annie Wilson. Sången sjungs till en melodi av okänt ursprung. Den publicerades första gången i april 1911 i Frälsningsarméns tidskrift Från alla land.

## Publicerad i
- Frälsningsarméns sångbok 1929 som nr 199 under rubriken "Helgelse - Överlåtelse och invigning".
- Musik till Frälsningsarméns sångbok 1930 som nr 199.
- Frälsningsarméns sångbok 1968 som nr 178 under rubriken "Helgelse".
- Frälsningsarméns sångbok 1990 som nr 423 under rubriken "Helgelse".